# Хигсов механизам
Хигсов механизам стандардног модела физике честица је механизам путем којег гејџ (баждарни) бозони добијају особину "масе". Без овог механизма, сви бозони би били безмасеоне честице, што није у складу са експерименталним резултатима.
Хигсов механизам је велику примену добио у електрослабој теорији и постао један од кључних компоненти стандардног модела физике честица. По електрослабој теорији, једна од кључних појава која стоји иза овог механизма јесте спонтано нарушавање симетрије. Теорија претпоставља постојање једног квантног поља, названог Хигсовим пољем. При великим енергијама, електромагнетна и слаба интеракција се понашају као једна интеракција (електрослаба интеракција), а поље се смешта у тачку у којој је тадашња потенцијална енергија има минимум. При обарању енергије, што је случај код наглог ширења раног универзума, поље прелази на нови минимум потенцијалне енергије, чиме долази до спонтаног рушења симетрије приликом интеракција. Ово покреће Хигсов механизам, који узрокује да други бозони, у електрослабој теорији конкретно W и Z бозони слабе интеракције, интерагују са њим чиме добијају масу.
Релативистички модел ове појаве је 1964. године независно развијен од три групе физичара. Прву групу су чинили Роберт Броут и Францис Енглерт, другу Питер Хигс, а трећу Жералд Гуралник, Карл Ричард Хејген и Том Библ. Годину дана касније, то су исто учинили и Александар Мидгал и Александар Пољаков, али је чланак због техничких потешкоћа часописа у коме су објавили, објављен тек 1966. Предложени механизам је доста сличан механизму за рушење симетрије у суперпроводљивости коју је предложио Јоичиро Намбу 1960. године.
Недуго затим, физичари Стивен Вајнберг и Абдус Салам су инкорпорирали овај механизам у електрослабу теорију, чиме је 1973. године добијена модерна верзија стандардног модела теорије честица.
После дужег временског периода, 8. октобра 2013. године је коначно откривен Хигсов бозон у Великом хадронском сударачу ЦЕРН-а, чиме је механизам коначно потврђен, а Питер Хигс и Францис Енглерт су добили за то Нобелову награду за физикеу 2013. године.

## Историјат
У квантној теорији, вакуум не представља само празан простор, већ је пун квантних ефеката захваљујући виртуелним честицама. То су честице изразито кратког трајања које се стварају и разарају у вакууму. Због тога, вакуум у квантној теорији треба посматрати као најниже енергетско стање. Ипак, најниже енергетско стање не мора да поседује све симетрије које претпостављају једначине физичког система. Ако је ово случај, тај феномен се назива спонтаним или скривеним нарушавањем симетрије.
Механизам спонтаног нарушавања симетрије је први пут постао интересантан у проучавању феномена суперпроводљивости. Ту је примећено да фотон добија ефективну масу када пропагира кроз одређене материјале на довољно ниским температурама. У празном простору, фотон би требало да буде безмасеон, што је гарантовано захваљујући Лоренцове инваријантности и U(1) гејџ симетрији, јер се креће брзином светлости. Ипак, Лоренцова инваријантност је експлицитно прекинута у суперпроводнику, иако је гејџ симетрија још увек присутна, али скривена од стране кондензације Куперових парова електрона у најнижем енергетском нивоу (вакууму).
Пратећи ову логику, јапански физичар Јоичиро Намбу је у свом раду 1960. године ефективно увео овај концепт у физици честица када је разматрао пионе (сложене честице састављене од кварка и антикварка). У векторским гејџ теоријама, безмасеони фермион се може моделовати дираковим пољем, а појава да она ротирање његових компоненти нема утицаја на целокупну теорију, означава хиралну симетрију. Намбу је предложио да се лаки кваркови кондензују у вакууму, баш као споменути Куперови парови у суперпроводљивости. Када се ово деси, скривена хирална симетрија изазива да масе пиона нестану.
Идеју да спонтано рушење симетрије не доводи до безмасеоних честица је предложио Џулијан Швингер, али није показао да ће она произвести и масивне честице, што је учинио Филип Варен Андерсон 1962. године у свом раду. Мана Вареновог модела је била што није био релативистички, већ је користио нерелативистичку теорију поља.
Релативистички модел ове појаве је 1964. године независно развијен од три групе. Прву групу су чинили Роберт Броут и Францис Енглерт, другу Питер Хигс, а трећу Жералд Гуралник, Карл Ричард Хејген и Том Библ. Годину дана касније, то су исто учинили и Александар Мидгал и Александар Полјаков, али је чланак због техничких потешкоћа часописа у коме су објавили, објављен тек 1966. Механизам који су предложили је био сличан оном ко је предложио Намбу, везан за суперпроводљивост. Такође, треба навести да је овај ефекат сличан и Штукелберговом механизму који је 1930-тих година предложио Ернст Штукелберг за који се испоставило да је посебан случај Хигсовог механизма.
Недуго након првих предлога овог релативистичког модела, 1967. године, физичари Стивен Вајнберг и Абдус Салам су инкорпорирали овај механизам у електрослабу теорију, чиме је 1973. године добијена модерна верзија стандардног модела теорије честица.
До експерименталне потврде је прошло доста година, али је она на крају коначно добијена у 8. октобра 2013. године у Великом хадронском сударачу ЦЕРН-а, а Питер Хигс и Францис Енглерт су добили за то исте године Нобелову награду за физику.

## Теоријски аспекти
Када локална симетрија буде спонтано срушена, не добијају се безмасеони Голдстоунови бозони који би требало да настају као последица ове појаве. Уместо тога, гејџ поље које настаје као последица спонтаног нарушавања симетрије, постаје масивно и Голдстоунови бозони заправо постају масивни скаларни бозони. У сржи, управо је ово Хигсов механизам, који ради и за абелове и неабеловске локалне симетрије.

### Стандардни модел и Хигсов механизам
Стандардни модел теорије честица је квантна теорија поља која је успешно описала три од четири фундаменталне интеракције између елементарних честица од којих се састоји сва позната материја: електромагнетизам, те јаку и слабу нуклеарну интеракцију. Успела је успешно да категоризује све елементарне честице природе и објасни механизме у којима оне учествују.
Управо је у овој теорији Хигсов механизам добио велику примену, посебно у њеном електрослабом сектору који се бави проучавањем електромагнетне и слабе интеракције, и појавом да оне постају део јединствене електрослабе интеракције на довољно великим енергијама. Према стандардном моделу, на довољно високим температурама, попут оним у ранијим фазама свемира, електрослаба симетрија није била прекинута и тиме је постојала електрослаба интеракција. Тада је Хигсово поље било у координатном почетку у симетрији (погледати слику десно). Приликом спуштања температуре, када она достигне одређену критичну вредност, долази до спонтаног нарушавања ове симетрије, чиме се Хигсово поље спушта на минимум, и долази до појаве кондензације. Приликом овога,  W и Z бозони у интеракцији са Хигсовим пољем, добијају своју масу.
Слична логика важи и за кваркове и лептоне, само на друкчије начине.

### Абеловски Хигсов механизам
Претпоставимо да радимо са теоријом која има абелову U(1) групу. Таква је квантна електродинамика. Посматрајмо и Лагранжијан, односно његову густину, за ову теорију. U(1) гејџ инваријатан члан дела Лагранжијана који се тиче кинетичке енергије, на пример, за фотон, је тада тад са:
{\displaystyle L_{kin}=-{\frac {1}{4}}F_{\mu \nu }F^{\mu \nu },F_{\mu \nu }=\partial _{\mu }A_{\nu }-\partial _{\nu }A_{\mu }}
Овде је А четворовектор који представља фотон, а овај члан је инваријатан под трансформацијама попут следеће, за свако n(x) :
{\displaystyle A_{\mu }(x)\rightarrow A_{\mu }(x)-\partial _{\mu }n(x)}
Ако би смо сада задали да укупан Лагранжијан за фотон има и члан са масом, попут следећег, прекршили би смо локалну U(1) гејџ симетрију. То је главни разлог зашто фотон мора да буде бесмасеони:
{\displaystyle L=-{\frac {1}{4}}F_{\mu \nu }F^{\mu \nu }+{\frac {1}{2}}m^{2}A_{\mu }A^{\mu }}
Сада, проширићемо наш модел тако што ћемо увести комплексно скаларно поље са набојем -е који ће бити спрегнуто са собом и са фотоном:
{\displaystyle L=-{\frac {1}{4}}F_{\mu \nu }F^{\mu \nu }+(D_{\mu }\phi )^{\dagger }(D^{\mu }\phi )-V(\phi ),D_{\mu }\phi =(\partial _{\mu }-ieA_{\mu })}
Нека је потенцијал следећег облика ("мексички шешир", јер дијаграм даје такав изглед):
{\displaystyle V(\phi )=-\mu ^{2}\phi ^{\dagger }\phi +\lambda (\phi ^{\dagger }\phi )^{2}}
Овакав лагранжијан је инваријатнан за гејџ трансформације попут оне горе, али и:
{\displaystyle \phi (x)\rightarrow e^{ien(x)}\phi (x)}
Ако је {\displaystyle \mu ^{2}<0}, стање минималне енергије би било када је скаларно поље једнако нули, и потенцијал би очувао симетрије Лагранжијана. Тада имамо просту квантну електродинамику са безмасеоним фотонима и сакалрним пољем са масом {\displaystyle \mu }.
Ипак, ако је квадрат ове масе већи од нуле, тада скаларно поље добија ненулту очекивану вредност за вакуум:
{\displaystyle \langle \phi \rangle ={\sqrt {\frac {\mu ^{2}}{2\lambda }}}=\nu /{\sqrt {2}}}
Овиме је спонатно нарушена U(1) симетрију. Због тога је потребно параметризовати ово комплексно скаларно поље са реалним скаларним пољима, h и  X, који представљају Хигсов и Голдстоунов бозон:
{\displaystyle \phi ={\frac {\nu +h}{\sqrt {2}}}e^{iX/\nu }}
Враћањем овога назад у Лагранжијан, добија се израз који описује фотон A са масом m = ev, Хигсов бозон са масом {\displaystyle {\sqrt {2}}\mu ={\sqrt {2\lambda }}\nu } и безсмасеоним голдстоуновим бозоном. Увођењем додатних гејџ трансформација са очувањем гејџ инваријантности, могу се уклонити параметри везани за Голдстоунов бозон који тиме испада вишак, чиме он потпуно нестаје из Лагранжијана. Овакав одабир гејџ трансформације се назива унитарним гејџом.
Овиме смо показали да овако дефинисано Хигсово поље, кроз Хигсов механизам, заиста даје масу фотонима.

### Вајнберг-Саламов модел
У Стандардном моделу, ипак, далеко битније је описати цео електрослаби сектор, односно Вајнберг-Саламов модел електрослабих интеракција. Овај модел има SU(2) x U(1) симетрију, при чему, SU(2) није абелова симетрија. По томе се овај модел разликује од горњег чисто квантноелектродинамичког модела.
Нека нам W представља гејџ поља SU(2) симетрије, а B ће бити гејџ поље U(1) симетрије. Нека је кинетички члан Лагранжијана овог модела, следећег облика:
{\displaystyle L_{kin}=-{\frac {1}{4}}W_{\mu \nu }^{i}W^{\mu \nu i}-{\frac {1}{4}}B_{\mu \nu }B^{\mu \nu }}
{\displaystyle W_{\mu \nu }^{i}=\partial _{\nu }W_{\mu }^{i}-\partial _{\mu }W_{\nu }^{i}+g\epsilon ^{ijk}W_{\mu }^{j}W_{\nu }^{k}}
{\displaystyle B_{\mu \nu }=\partial _{\nu }B_{\mu }-\partial _{\mu }B_{\nu }}
Нека је следећи комплексни скаларни дублет, са потенцијалом мексичког шешира, спрегнут са овим пољима:
{\displaystyle \Phi ={\frac {1}{\sqrt {2}}}{\begin{pmatrix}\phi _{1}+i\phi _{2}\\H+i\phi _{0}\end{pmatrix}}}
{\displaystyle V(\Phi )=\mu ^{2}|\Phi ^{\dagger }\Phi |+\lambda (|\Phi ^{\dagger }\Phi |)^{2},\lambda >0}
Ово је најопштији ренормализабилан и SU(2) инваријатан потенцијал који је дозвољен.
Истим разматрањем као у горњем делу за абелов модел, можемо приметити да за {\displaystyle \mu ^{2}<0}, минимална енергија (вакуум) није на 0. Конкретни минимум, због облика потенцијала, такође није једнозначно одређен, јер зависи од:{\displaystyle \Phi ^{\dagger }\Phi ={\frac {1}{2}}(\phi _{1}^{2}+\phi _{2}^{2}+H^{2}+\phi _{0}^{2})}
те бирамо:
{\displaystyle \langle \Phi \rangle ={\frac {1}{\sqrt {2}}}{\begin{pmatrix}0\\\nu \end{pmatrix}}}
да би смо одржали електромагнетизам непрекинутим од стране овог скалара. Тиме добијамо рушење симетрије са SU(2) x U(1)  на U(1). Сада, за Лагранжијан овог модела, скаларно поље доприноси са:
{\displaystyle L_{s}=(D^{\mu }\Phi )^{\dagger }(D_{\mu }\Phi )-V(\Phi ),D_{\mu }=\partial _{\mu }+ig\tau W_{\mu }/2+ig'B_{\mu }/2}
Унитарни гејџ је сада:
{\displaystyle \Phi ={\frac {1}{\sqrt {2}}}{\begin{pmatrix}0\\\nu +H\end{pmatrix}}}
и он доприноси масама гејџ бозона у горњем члану за кинетичку енергију, те је одатле могуће извући масе за W и Z бозонe, и фотонима А преко следећих чланова из тог Лагранжијана:
{\displaystyle W_{\mu }^{\pm }={\frac {1}{\sqrt {2}}}(W_{\mu }^{1}\mp W_{m}u^{2}),M_{W}^{2}=g^{2}\nu ^{2}/4}
{\displaystyle Z^{\mu }={\frac {-g'B_{\mu }+gW_{\mu }^{3}}{\sqrt {g^{2}+g'^{2}}}},M_{Z}^{2}=(g^{2}+g'^{2})\nu ^{2}/4}
{\displaystyle A^{\mu }={\frac {gB_{\mu }+g'W_{\mu }^{3}}{\sqrt {g^{2}+g'^{2}}}},M_{\gamma }=0}
Додатно, константе спреге су:
{\displaystyle e=g\sin {\theta _{W}},e=g'\cos {\theta _{w}}}
На сличан начпин је могуће добити и масе кваркова и лептона.

## Експерименталне потврде
Као што је речено, прошао је одређен период од првих радова који су релативистичким моделима описали Хигсов механизам 60-тих година, до периода када је механизам ефективно потврђен.
Потврда је добијена 8. октобра 2013. године у Великом хадронском сударачу ЦЕРН-а открићем Хигсовог бозона, а Питер Хигс и Францис Енглерт су добили за то исте године Нобелову награду за физику.